# Музей Нортона Саймона
Музей Нортона Саймона (англ. Norton Simon Museum) — художественный музей в Пасадине, одном из пригородов Лос-Анджелеса. Музей, основанный в 1969 году, изначально именовался Художественный институт Пасадины и Художественный музей Пасадины.
В музее представлена коллекция живописи и скульптуры американского промышленника и филантропа Нортона Саймона (1907—1993).

## История
Пасадинский художественный музей был основан муниципальными властями в 1969 году. Однако амбициозный план выставок и постройка нового здания вызвали значительные финансовые проблемы, которые поставили под угрозу дальнейшее существование учреждения.
К тому времени миллионер Нортон Саймон располагал не очень большой численно, но одной из самых ценных в мире частных коллекций произведений искусства (около 4000 экспонатов). В начале 1970-х годов Саймон стал подыскивать место для экспозиции. В 1974 году Пасадинский музей и Саймон пришли к соглашению, по которому Саймон выплачивал долги музея и становился ответственным за музейную коллекцию и строительные проекты. В обмен музей принимал его имя.
В 1995 году музей начал капитальную реконструкцию. Были изменены галереи, улучшено освещение, увеличена площадь для временных выставок. Отдельный этаж был посвящён искусству Азии. Сады музея были переделаны с тем, чтобы вобрать коллекцию скульптуры XX века. Кроме этого, был пристроен новый «театр Нортона Саймона» для фильмов, лекций, танцевальных представлений и концертов.

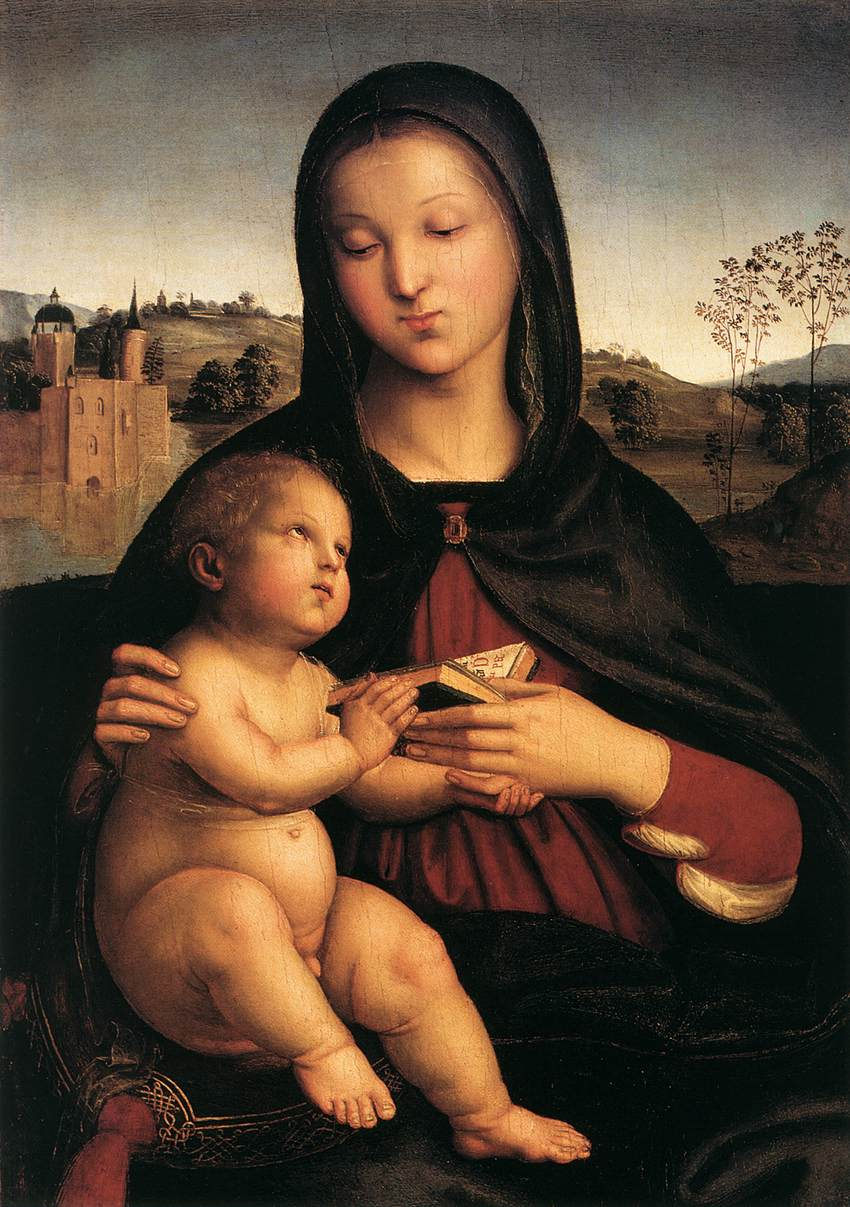
Рафаэль. Пасадинская мадонна.
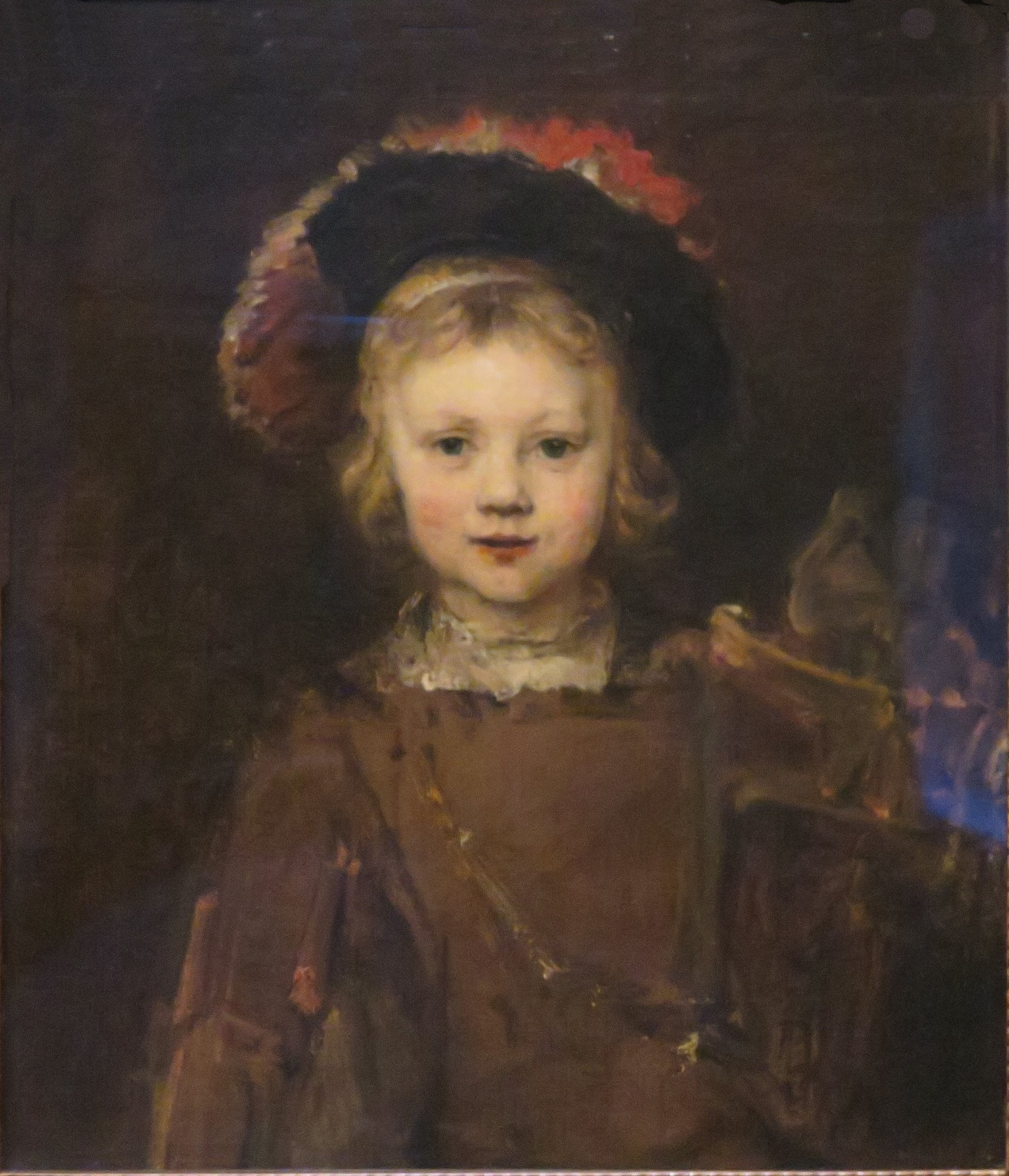
Рембрандт. Портрет сына.
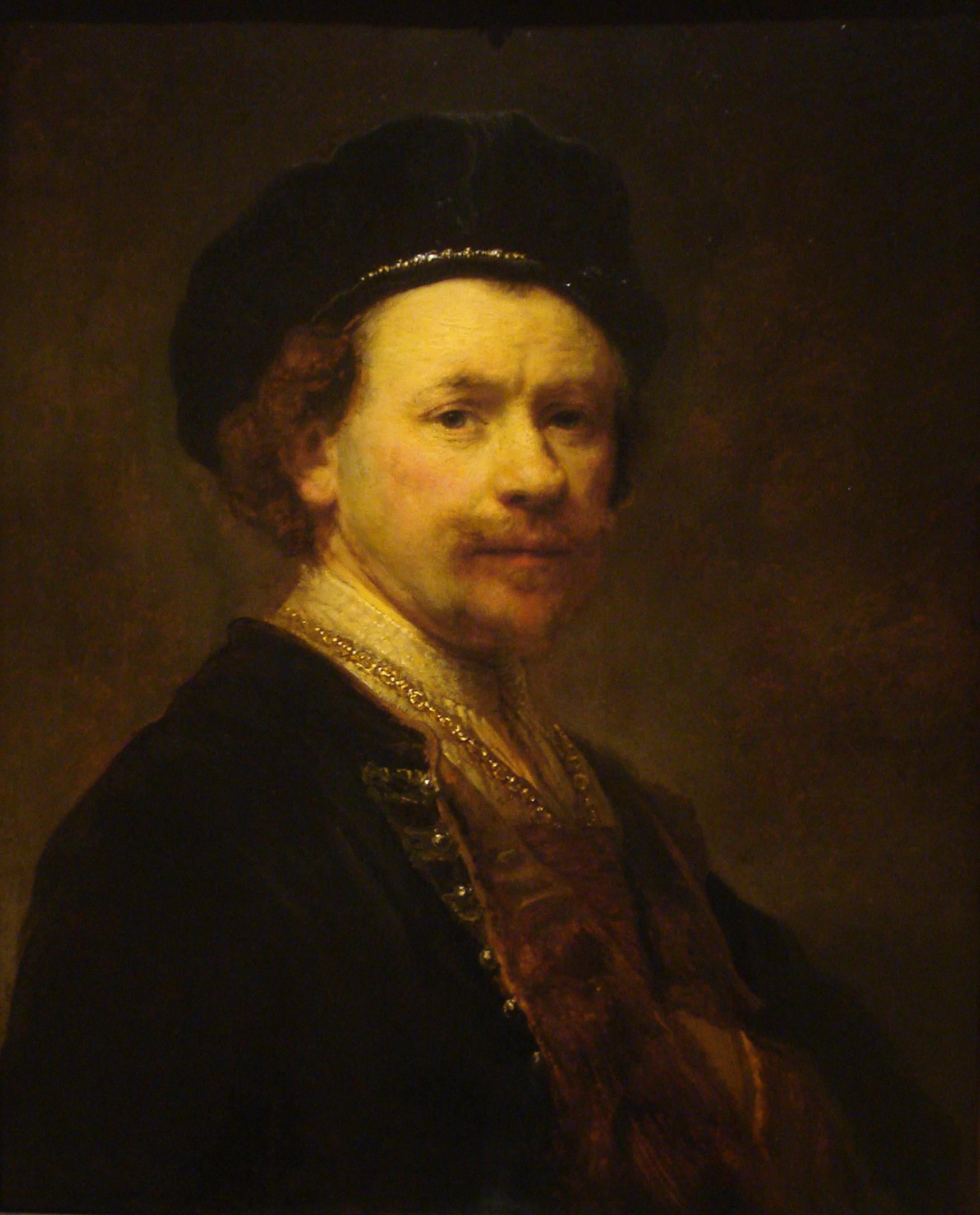
Автопортрет Рембрандта
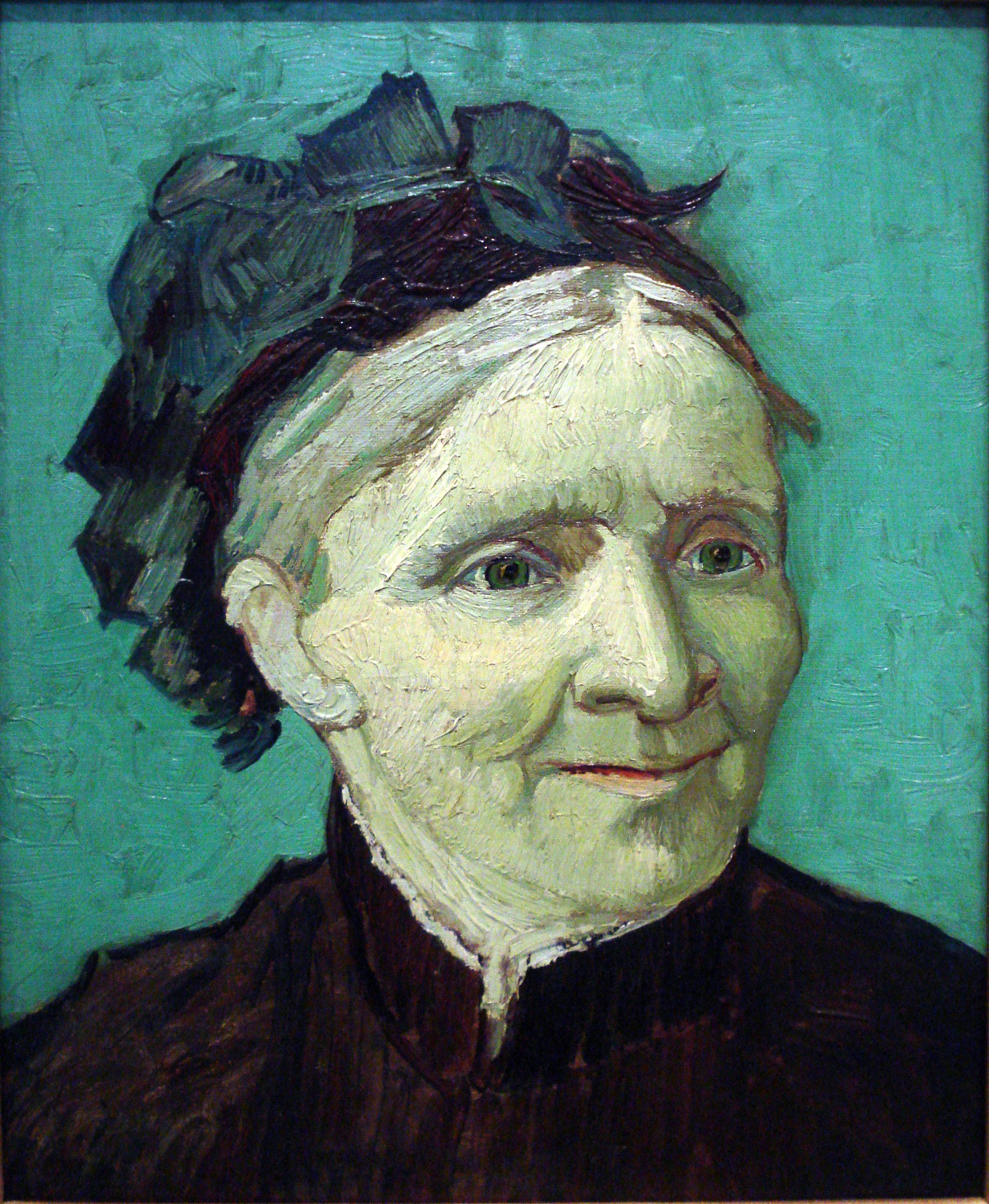
Ван Гог. Портрет матери.